# نیترون

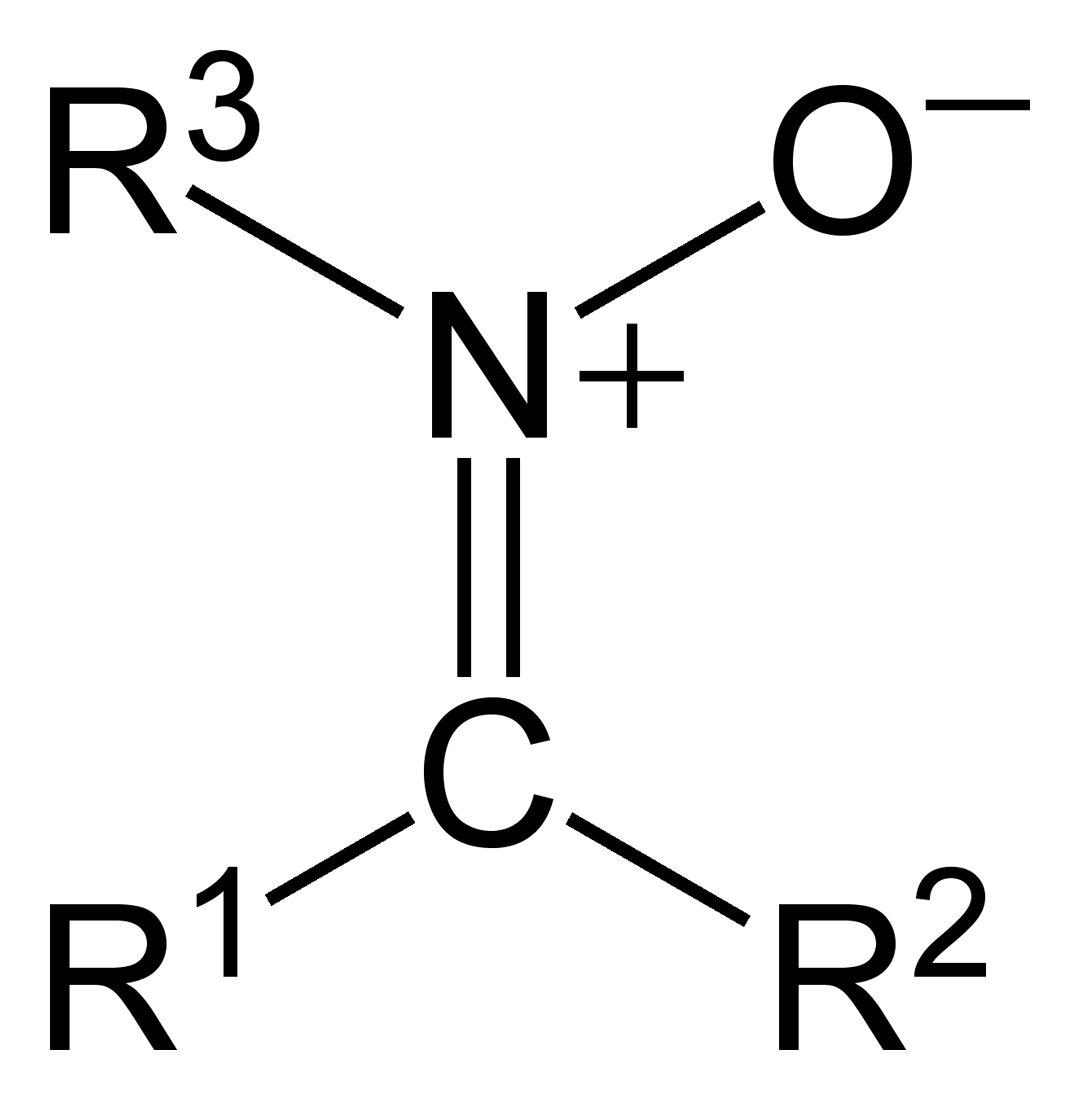
ساختار کلی یک نیترون

در شیمی آلی، نیترون یک گروه عاملی است و عبارت است از ان-اکسید از یک ایمین. ساختار کلی نیترون R1R2C=NR3+O− است که در آن R3، هیدروژن نیست. یک نیترون، یک دوقطبی ۱و ۳ است که در حلقه‌زایی دوقطبی ۱و ۳ کاربرد دارد. دیگر واکنش‌های نیترون نیز شناخته شده‌اند از جمله حلقه‌زایی [۳+۳] برای تشکیل حلقه‌های ۶ عضوی و حلقه‌زایی [۵+۲] برای تشکیل حلقه‌های ۷ عضوی.

## ساخت
معمولاً نیترون یا توسط یک واکنش اکسید کردن هیدروکسیل-آمین بدست می‌آید یا از راه متراکم کردن تکی هیدروکسیل آمین‌ها با ترکیب‌های کربونیل (کتون‌ها یا آلدهیدها). عمومی‌ترین واکنش‌گر ناب در اکسید کردن هیدروکسیل-آمین‌ها، اکسید جیوه (II) است.

## واکنش‌ها

### حلقه‌زایی دوقطبی ۱و ۳
از آنجایی که دوقطبی ۱و ۳ در حلقه‌زایی دوقطبی ۱و ۳ کاربرد دارد، در اثر واکنش یک نیترون با یک دی-پولاروفیل آلکن، یک اوکسازولیدین بدست می‌آید: